# Anomochlooideae
Sous-famille
Synonymes
- Streptochaetoideae(Nakai) Butzin, 1965[2]

Les Anomochlooideae sont une sous-famille de plantes monocotylédones de la famille des Poaceae et de l'ordre des Poales.
Les espèces appartenant à cette sous-famille étaient à l'origine incluses dans les Bambusoideae, mais on admet maintenant qu'elles n'ont qu'une parenté lointaine avec les bambous.
Cette sous-famille est la plus ancienne lignée des graminées et constitue donc un clade frère du reste de la famille, :
|  | Puelioideae                                                |
|  |                                                            |
|  | \| \| Clade BEP \| \| \| \| \| \| Clade PACMAD \| \| \| \| |
|  |                                                            |
|  | Clade BEP                                                  |
|  |                                                            |
|  | Clade PACMAD                                               |
|  |                                                            |

|  | Clade BEP    |
|  |              |
|  | Clade PACMAD |
|  |              |

|  | Puelioideae                                                |
|  |                                                            |
|  | \| \| Clade BEP \| \| \| \| \| \| Clade PACMAD \| \| \| \| |
|  |                                                            |
|  | Clade BEP                                                  |
|  |                                                            |
|  | Clade PACMAD                                               |
|  |                                                            |

|  | Clade BEP    |
|  |              |
|  | Clade PACMAD |
|  |              |

|  | Puelioideae                                                |
|  |                                                            |
|  | \| \| Clade BEP \| \| \| \| \| \| Clade PACMAD \| \| \| \| |
|  |                                                            |
|  | Clade BEP                                                  |
|  |                                                            |
|  | Clade PACMAD                                               |
|  |                                                            |

|  | Clade BEP    |
|  |              |
|  | Clade PACMAD |
|  |              |

|  | Puelioideae                                                |
|  |                                                            |
|  | \| \| Clade BEP \| \| \| \| \| \| Clade PACMAD \| \| \| \| |
|  |                                                            |
|  | Clade BEP                                                  |
|  |                                                            |
|  | Clade PACMAD                                               |
|  |                                                            |

|  | Clade BEP    |
|  |              |
|  | Clade PACMAD |
|  |              |

## Caractéristiques générales
Las Anomochlooideae sont des plantes herbacées vivaces, rhizomateuses, aux chaumes sont creux ou pleins.
Les feuilles suivent une phyllotaxie distique ou en spirale. La ligule abaxiale est absente. La ligule adaxiale, courte, est réduite à une frange de poils. Le limbe est relativement large, à nervures parallèles, et présente un pseudo-pétiole court à très long, avec des gonflements turgescents (pulvinus) aux deux extrémités (Anomochloa) ou seulement au sommet (Streptochaeta). la gaine foliaire ne porte pas d'oreillettes.
L'inflorescence spiciforme présente une morphologie caractéristique, différente de celle des autres graminées, avec des types de ramification compliqués, et à l'extérieur des « équivalents-épillets » des bractées grandes avec un limbe, ou petites sans limbe, ou absentes.
La structure ultime de l'inflorescence (l'équivalent-épillet), monoflore et bisexuée,  présente une homologie incertaine avec l'épillet typique des graminées.
Selon Soreng et Davis (1998) il semble que l'épillet caractéristique des graminées soit apparu après que les Anomocloideae ont divergé du reste des graminées.
Des bractées à phyllotaxie distique ou en spirale sont présentes à l'intérieur des équivalents-épillets, parfois aristées, mais dans ce cas à arête simple. Les lodicules sont absents ou (chez Anomochloa) réduits à un anneau de cils courts, brunâtres, portés par un anneau membraneux bas. Les étamines, centrifixes (chez Anomochloa) ou presque basifixes (Streptochaeta), sont au nombre de 4 ou 6. L'ovaire glabre, sans appendice apical, présente 1 style et 3 stigmates.
Le caryopse présente un hile discret, linéaire, peu profond. L'albumen dur contient des grains d'amidon composés. L' embryon est gros, avec un épiblaste ou non, et une fente scutellaire.
De manière caractéristique, la première feuille de la plantule est dépourvue de limbe.

## Nombre chromosomique
Le nombre chromosomique de base est x = 11 ou 18.

## Distribution et habitat
Les espèces de cette sous-famille se rencontrent dans les sous-bois des forêts tropicales ombragées.
L'aire de répartition de la sous-famille s'étend depuis l'Amérique centrale jusqu'au sud-est du Brésil.

## Liste des tribus, genres et espèces
Selon NCBI (14 juin 2016) :
- tribu Anomochloeae
  - genre Anomochloa
    - Anomochloa marantoidea
- tribu Streptochaeteae
  - genre Streptochaeta
    - Streptochaeta angustifolia
    - Streptochaeta sodiroana
    - Streptochaeta spicata